# Charles Lundh
Pour les articles homonymes, voir Lundh.
Charles Lundh (1856-1908) est un peintre norvégien connu pour avoir rejoint la communauté des Peintres de Skagen. Lundh passa les étés de 1883 à 1889 à Skagen. Lors de sa première visite, il habita avec Christian Krohg et les peintres suédois Johan Krouthén et Oscar Björck dans la maison sur Markvej que Michael Ancher et sa femme Anna avaient achetés 1884. Lundh devint le parrain de Helga Ancher lors de son baptême en octobre 1883,.
En 1883, Lundh voyage en Iran où il demeure jusqu'à son retour à Skagen en 1888. Il n'y a cependant aucune trace de ses peintures à partir de 1888. Après son second séjour à Skagen il abandonne la peinture pour se tourne vers la sylviculture.